# Anthony Hrkac
Anthony J. Hrkac, dit Tony Hrkac, (né le 7 juillet 1966 à Thunder Bay, Ontario, au Canada) est un joueur professionnel canadien de hockey sur glace,.

## Carrière de joueur
Joueur junior, il remporta le plus grand honneur au niveau universitaire américain, soit le trophée Hobey Baker. Il avait précédemment repêché par les Blues de Saint-Louis en 1984.
Il commença sa carrière professionnelle avec les Blues en 1987 lors des séries éliminatoires de la Ligue nationale de hockey. Il fut échangé quelque temps plus tard aux Nordiques de Québec avec lesquelles il resta que deux saisons. il joua ensuite pour quelques équipes de la LNH avant de retourner quelques saisons dans la Ligue américaine de hockey.
Il retourna dans la LNH en 1997-1998, et gagna la Coupe Stanley en 1998-1999 avec les Stars de Dallas. Quelques saisons ensuite, il gagnera la coupe Calder avec les Admirals de Milwaukee. Il prendra sa retraite au terme de la saison 2004-2005.

## Statistiques
Pour les significations des abréviations, voir Statistiques du hockey sur glace.
| Saison     | Équipe                         | Ligue      |     | Saison régulière | Saison régulière | Saison régulière | Saison régulière | Saison régulière |   | Séries éliminatoires | Séries éliminatoires | Séries éliminatoires | Séries éliminatoires | Séries éliminatoires |
| Saison     | Équipe                         | Ligue      | PJ  | B                | A                | Pts              | Pun              | PJ               | B | A                    | Pts                  | Pun                  |                      |                      |
| 1983-1984  | Travelways de Orillia          | OJHL       | 42  | 52               | 54               | 106              | 20               | -                | - | -                    | -                    | -                    |                      |                      |
| 1984-1985  | Fighting Sioux de North Dakota | NCAA       | 36  | 18               | 36               | 54               | 16               | -                | - | -                    | -                    | -                    |                      |                      |
| 1985-1986  | équipe nationale canadienne    | Intl.      | 62  | 19               | 30               | 49               | 36               | -                | - | -                    | -                    | -                    |                      |                      |
| 1986-1987  | Fighting Sioux de North Dakota | NCAA       | 48  | 46               | 70               | 116              | 48               | -                | - | -                    | -                    | -                    |                      |                      |
| 1986-1987  | Blues de Saint-Louis           | LNH        | -   | -                | -                | -                | -                | 3                | 0 | 0                    | 0                    | 0                    |                      |                      |
| 1987-1988  | Blues de Saint-Louis           | LNH        | 67  | 11               | 37               | 48               | 22               | 10               | 6 | 1                    | 7                    | 4                    |                      |                      |
| 1988-1989  | Blues de Saint-Louis           | LNH        | 70  | 17               | 28               | 45               | 8                | 4                | 1 | 1                    | 2                    | 0                    |                      |                      |
| 1989-1990  | Citadels d'Halifax             | LAH        | 20  | 12               | 21               | 33               | 4                | 6                | 5 | 9                    | 14                   | 4                    |                      |                      |
| 1989-1990  | Blues de Saint-Louis           | LNH        | 28  | 5                | 12               | 17               | 8                | -                | - | -                    | -                    | -                    |                      |                      |
| 1989-1990  | Nordiques de Québec            | LNH        | 22  | 4                | 8                | 12               | 2                | -                | - | -                    | -                    | -                    |                      |                      |
| 1990-1991  | Citadels d'Halifax             | LAH        | 3   | 4                | 1                | 5                | 2                | -                | - | -                    | -                    | -                    |                      |                      |
| 1990-1991  | Nordiques de Québec            | LNH        | 70  | 16               | 32               | 48               | 16               | -                | - | -                    | -                    | -                    |                      |                      |
| 1991-1992  | Sharks de San José             | LNH        | 22  | 2                | 10               | 12               | 4                | -                | - | -                    | -                    | -                    |                      |                      |
| 1991-1992  | Blackhawks de Chicago          | LNH        | 18  | 1                | 2                | 3                | 6                | 3                | 0 | 0                    | 0                    | 2                    |                      |                      |
| 1992-1993  | Ice d'Indianapolis             | LIH        | 80  | 45               | 87               | 132              | 70               | 5                | 0 | 2                    | 2                    | 2                    |                      |                      |
| 1993-1994  | Rivermen de Peoria             | LIH        | 45  | 30               | 51               | 81               | 25               | 1                | 1 | 2                    | 3                    | 0                    |                      |                      |
| 1993-1994  | Blues de Saint-Louis           | LNH        | 36  | 6                | 5                | 11               | 8                | 4                | 0 | 0                    | 0                    | 0                    |                      |                      |
| 1994-1995  | Admirals de Milwaukee          | LIH        | 71  | 24               | 67               | 91               | 26               | 15               | 4 | 9                    | 13                   | 16                   |                      |                      |
| 1995-1996  | Admirals de Milwaukee          | LIH        | 43  | 14               | 28               | 42               | 18               | 5                | 1 | 3                    | 4                    | 4                    |                      |                      |
| 1996-1997  | Admirals de Milwaukee          | LIH        | 81  | 27               | 61               | 88               | 20               | 3                | 1 | 1                    | 2                    | 2                    |                      |                      |
| 1997-1998  | K-Wings du Michigan            | LIH        | 20  | 7                | 15               | 22               | 6                | -                | - | -                    | -                    | -                    |                      |                      |
| 1997-1998  | Stars de Dallas                | LNH        | 13  | 5                | 3                | 8                | 0                | -                | - | -                    | -                    | -                    |                      |                      |
| 1997-1998  | Oilers d'Edmonton              | LNH        | 36  | 8                | 11               | 19               | 10               | 12               | 0 | 3                    | 3                    | 2                    |                      |                      |
| 1998-1999  | Stars de Dallas                | LNH        | 69  | 13               | 14               | 27               | 26               | 5                | 0 | 2                    | 2                    | 4                    |                      |                      |
| 1999-2000  | Islanders de New York          | LNH        | 7   | 0                | 2                | 2                | 0                | -                | - | -                    | -                    | -                    |                      |                      |
| 1999-2000  | Mighty Ducks d'Anaheim         | LNH        | 60  | 4                | 7                | 11               | 8                | -                | - | -                    | -                    | -                    |                      |                      |
| 2000-2001  | Mighty Ducks d'Anaheim         | LNH        | 80  | 13               | 25               | 38               | 29               | -                | - | -                    | -                    | -                    |                      |                      |
| 2001-2002  | Thrashers d'Atlanta            | LNH        | 80  | 18               | 26               | 44               | 12               | -                | - | -                    | -                    | -                    |                      |                      |
| 2002-2003  | Thrashers d'Atlanta            | LNH        | 80  | 9                | 17               | 26               | 14               | -                | - | -                    | -                    | -                    |                      |                      |
| 2003-2004  | Admirals de Milwaukee          | LAH        | 68  | 20               | 39               | 59               | 20               | 22               | 8 | 12                   | 20                   | 8                    |                      |                      |
| 2004-2005  | Admirals de Milwaukee          | LAH        | 77  | 12               | 28               | 40               | 14               | 6                | 0 | 1                    | 1                    | 8                    |                      |                      |
| Totaux LNH | Totaux LNH                     | Totaux LNH | 758 | 132              | 239              | 371              | 173              | 41               | 7 | 7                    | 14                   | 12                   |                      |                      |

## Trophées et honneurs personnels
- Ligue nationale de hockey
  - 1999 : remporta la Coupe Stanley avec les Stars de Dallas
- Western Collegiate Hockey Association
  - 1987 : nommé dans la 1re équipe d'étoile
  - 1987 : nommé le joueur le plus utile à son équipe
  - 1987 : nommé dans la 1re équipe d'étoile nord-américaine
- National Collegiate Athletic Association
  - 1987 : nommé dans l'équipe du tournoi de championnat de la NCAA
  - 1987 : nommé le joueur le plus utile à son équipe lors du tournoi de championnat de la NCAA
  - 1987 : gagnant du Trophée Hobey Baker
- Ligue internationale de hockey
  - 1993 : nommé dans la 1re équipe d'étoiles
  - 1993 : gagnant du trophée Leo-P.-Lamoureux
  - 1993 : gagnant du trophée James-Gatschene
  - 2004 : remporta la Coupe Calder avec les Admirals de Milwaukee

## Transactions en carrière
- 13 décembre 1989 : échangé aux Nordiques de Québec par les Blues de Saint-Louis avec Greg Millen en retour de Jeff Brown.
- 31 mai 1991 : échangé aux Sharks de San José par les Nordiques de Québec en retour de Greg Paslawski.
- 7 février 1992 : échangé aux Blackhawks de Chicago par les Sharks de San José en retour d'un choix de 6e ronde (Fredrik Oduya) lors du repêchage d'entrée dans la LNH en 1993.
- 30 juillet 1993 : signe un contrat comme agent-libre avec les Blues de Saint-Louis.
- 12 août 1997 : signe un contrat comme agent-libre avec les Stars de Dallas.
- 6 janvier 1998 : réclamé au ballottage par les Oilers d'Edmonton des Stars de Dallas.
- 16 juin 1998 : échangé aux Penguins de Pittsburgh par les Oilers d'Edmonton avec Bobby Dollas en retour de Josef Beránek.
- 26 juin 1998 : sélectionné par les Predators de Nashville lors du repêchage d'expansion de la LNH de 1998.
- 9 juillet 1998 : échangé aux Stars de Dallas par les Predators de Nashville en retour de considérations future.
- 29 juillet 1999 : signe un contrat comme agent-libre avec les Islanders de New York.
- 29 octobre 1999 : échangé aux Mighty Ducks d'Anaheim par les Islanders de New York avec Dean Malkoc en retour de Ted Drury.
- 25 juillet 2001 : signe un contrat comme agent-libre avec les Thrashers d'Atlanta.
- 4 novembre 2003 : signe un contrat comme agent-libre avec les Predators de Nashville.